# Ли Чжэ Мён
Ли Чжэ Мён (кор. 이재명, по транскрипционной системе Концевича — Ли Джэмён; род. 8 декабря 1963, Андон) — южнокорейский политический и государственный деятель, президент Республики Корея с 4 июня 2025 года, бывший председатель либеральной «Демократической партии», член Национального собрания Республики Корея, публицист и адвокат в области защиты гражданских прав. С 2010 по 2018 год занимал пост мэра города Соннам, а с 2018 по 2021 — губернатора провинции Кёнгидо. Кандидат на должность президента Республики Корея на выборах 2022 года и 2025 года от «Демократической партии».
Встал на путь защиты гражданских прав, будучи вдохновлён Но Му Хёном, впоследствии избранным президентом Республики Корея. Несмотря на то, что политический путь Ли Чжэ Мёна на начальном этапе был омрачён поражениями на выборах мэра города Соннам в 2006 году и выборах в Национальное собрание страны в 2008 году, он проявил определённую стойкость и выиграл очередные выборы на пост градоначальника Соннама в 2010, а по окончании первого срока был успешно переизбран в 2014 году. Мэром Соннама Ли прослужил до 15 марта 2018 года, вплоть до своей победы на выборах губернатора провинции Кёнгидо. 25 октября 2021 года Ли Чжэ Мён подал в отставку с поста главы региона для участия в выборах президента Республики Корея.

## Биография

### Ранние годы
Родился Ли Чжэ Мён в 1964 году в городе Андон в провинции Кёнсан-Пукто пятым из семерых детей в семье. В характеристике успешного выпускника начальной школы отмечены положительная настойчивость, порой переходящая в упрямство и хорошая успеваемость. Вместе с тем в коллективных играх с одноклассниками будущий политик часто проявлял определённую удаль и даже смелость, которая не осталась незамеченной его окружением в те годы. Сам Ли как-то рассказал, что в дождливые или снежные дни мог пренебречь школьными занятиями, «потому что иначе ему пришлось бы 5 километров до школы бежать между струйками».
В 1970-е годы в Южной Корее обязательным и бесплатным было только пятилетнее начальное образование. По собственным воспоминаниям Ли Чжэ Мёна в 5 классе школы он не мог вместе с классом путешествовать и ездить на экскурсии, потому что родился в бедной крестьянской семье. Учитель взял шефство над мальчиком и убедил Ли в том, что надо правильно расставлять акценты и тратить время на действительно важные вещи. Из-за материальных трудностей, которые испытывала семья, ему были недоступны бумага для рисования и мелки, в то время когда его друзья участвовали в конкурсах рисунка, он мыл школьные санузлы.
Ко всему прочему его отец, надеясь на удачу и быстрое обогащение, растратил деньги в азартных играх, и семья была вынуждена покинуть родной Андон и переехать в Соннам после того, как Ли окончил начальную школу.

### Детский труд
В раннем подростковом возрасте Ли начал работать на заводе в Соннаме. Соннам — один и индустриальных узлов, созданных при власти Пак Чон Хи для вывода производства за пределы столицы — Сеула. В то же время Соннам был популярен в основном у низших слоёв общества, которые переезжали сюда вынужденно.
Как и другие дети из бедных семей, находящихся на грани нищеты, Ли вместо школы поступил на работу на фабрику по производству бижутерии. Однако, через некоторое время эта фабрика обанкротилась, не выплатив работникам зарплату, а Ли пошёл работать на предприятие «Резиновые изделия Тонма», которое оказалось более стабильным. Формально юный рабочий не дорос до возраста, с которого разрешено работать по найму в Южной Корее, а потому ему пришлось работать под разными вымышленными псевдонимами. Как бы то ни было, первый инцидент, в результате которого будущий политик серьёзно повредил палец, случился именно на «Резиновых изделиях Тонма».
После данного несчастного случая Ли покинул упомянутое предприятие и устроился в «Тэян Индастри». Здесь с ним случился второй несчастный случай, прессом он сломал запястье в области сустава. Производственные травмы в то время случались с завидной периодичностью, и Ли продолжил работать, даже не обратившись за медицинской помощью. Ему было всего 16 лет, когда проблемы, вызванные травмами, дали знать о себе во всей полноте: повреждённые кости руки не успевали развиваться синхронно со всем костно-мышечным аппаратом, так как перелом пришёлся на зону роста сустава. В конечном итоге Ли был признан негодным к военной службе.
Во время работы в «Тэян Индастри» Ли вместе с несколькими коллегами продолжал обучение. Впоследствии он был зачислен в частную академию, где его поддержал один из преподавателей, который стал бесплатно учить студента, заявившего, что у него нет возможности оплачивать учёбу. В 1978 году Ли успешно сдал вступительные экзамены в старшие классы и получил диплом средней школы. Спустя два года, в 1980-м, он поступил в университет и получил аттестат о полном среднем образовании.

### Адвокат по защите гражданских прав
Самообразованием Ли достиг уровня знаний выпускника полной средней школы и был принят в Университет Чунан.
В 1981 году в Республике Корее была проведена реформа системы приёма в вузы: поступление начало производиться по итогам конкурса аттестатов, а абитуриенты, не имевшие аттестатов о полном среднем образовании, имели возможность сдать вступительные экзамены и по их результатам претендовать на место за студенческой партой и финансирование учёбы. В июле 1981 года Ли Чжэ Мён уволился с завода и сосредоточился на учёбе. В конце концов, он не только поступил в университет Чунан в 82-м году, но и заслужил стипендию 200 000 вон.
После окончания университета в 1986 году, он сдал экзамен на лицензию юриста и поступил в Научно-исследовательский юридический институт. Ли занял жёсткую антивластную позицию против режима генерала Чон Ду Хвана, пришедшего к власти путём переворота в 1980 году и сверженного в результате демократических волнений 1987 года.
Во время обучения в Научно-исследовательском юридическом институте Ли довелось посещать лекции адвоката Но Му Хёна — будущего президента страны. Молодой человек, который прежде сомневался в правильности своего пути, выбирал между профессиями адвоката и прокурора, был настолько впечатлён лекциями Но, что решил стать адвокатом в области гражданских и трудовых прав и впоследствии начал практику в Соннаме. В этом качестве он вошёл в число последователей президентов Но Му Хёна (2003—2008) и Мун Чжэ Ина (2017—2022).
После открытия своей юридической конторы Ли плотно работал с главами консультационных центров по трудовым отношениям в Инчхоне и Кванджу с целью привлечь их в движение «Адвокаты за демократическое общество», главным образом для активизации защиты трудовых и общегражданских прав. В 1995 году он также запустил народное движение «Ассоциация граждан Соннама». Впоследствии он довёл до прямых обвинений в необоснованном предоставлении различного рода льгот и преференций ряду компаний, положивших глаз на земли в районах Бундан, Бэкгун и Чончжа города Соннам, и получил широкую известность как адвокат и общественный деятель.
Тем временем в Соннаме закрылись две центральных больницы. Ли активно включился в работу в качестве представителя «Комитета за учреждение Муниципальной больницы Соннама» и вместе с другими жителями города боролся за создание нового лечебного центра. Однако, городской совет, контролируемый консервативной «Партией великой страны», отклонил инициативу горожан. Ли вынес протест в городской совет, стремясь опротестовать решение, опираясь на нарушение специальных прав граждан. Как бы то ни было, но он осознал, что изменить общество через общественные движения невозможно, для этого надо идти в политику.

## Политическая карьера
23 августа 2005 года Ли Чжэ Мён вступил в ряды ставшей впоследствии правящей партии «Уридан» — предтечи «Демократической партии» и выставил свою кандидатуру на пост мэра Соннама. В попытках избраться членом городского совета и стать мэром города в 2006 году он набрал 23,75 % из-за неоднозначного общественного мнения в отношении партии «Уридан» и политики, проводимой администрацией президента Но.
В 2007 году в преддверии выборов президента Ли Чжэ Мён принял на себя обязанности заместителя главы предвыборного штаба кандидата от «Объединённой новой демократической партии» Чон Донъён.
В 2008 году во время общенациональных выборов Ли Чжэ Мён сразился с Чо Сун Чжуном за место мэра города Соннама, но проиграл в первом туре. Однако и во втором туре Ли проиграл сопернику по разным причинам, набрав 33,23 % голосов. Выборы состоялись сразу после инаугурации консервативного президента Ли Мен Бака, а район Пундан, от которого был выдвинут Ли, традиционно является вотчиной консерваторов.
После поражений на выборах, Ли занял пост заместителя пресс-секретаря «Демократической партии» по приглашению её лидера — Чон Се Гюна, который впоследствии стал спикером Национальной Ассамблеи, а затем и премьер-министром Республики Корея.

### Мэр Соннама
Ли Чжэ Мён заработал свою политическую репутацию на посту мэра города Соннам. Будучи градоначальником, он стал известен благодаря созданию в Соннаме программы социальной поддержки, поддерживающей пожилых людей и молодёжь. Впоследствии программа была широко признана одной из самых всеобъемлющих в стране.
В своей инаугурационной речи мэра Соннама он произнёс следующие слова: «Шаг к новому Соннаму будет непростым. Мы должны двигаться непрестанно, поддерживать друг друга и с улыбкой делать каждый новый шаг, шаг за шагом. Мы можем это сделать. Соннам — город, в котором полноправными хозяевами являются его жители, мы вместе сделаем Соннам территорией счастья и равных возможностей».
Ли удалось радикально улучшить финансовое положение города. Практически сразу после избрания в 2010 году он анонсировал на первой же пресс-конференции и позже ввёл мораторий на срочное погашение городом долгов за развитие технологической долины в районе Пангё. Речь шла о сумме в 520 миллиардов вон, которую город задолжал в основном Министерству земли, инфраструктуры и транспорта. Министерство попыталось раскачать ситуацию, однако Ли реализовал новый подход, сам придавая делу самую широкую огласку и используя при этом новые инструменты — Twitter и Facebook. В соцсетях мэр не стесняясь высказывал своё мнение по актуальным вопросам. Одним из новшеств, введённых им на посту, стала установка видеонаблюдения в здании администрации города, дабы избежать обвинений в коррупции, пресечь слухи о том, что «кое-кто заносит в мэрию мешки денег». Особое место в политике градоначальника Ли Чжэ Мён занимала социальная сфера, одним из первых шагов мэра стала реконструкция и модернизация Центральной городской больницы, а с 2011 года школьники Соннама обеспечиваются форменной одеждой за счёт города. Любые задержки или неисполнение решений администрации города в социальной сфере немедленно рассматривались с привлечением виновных к ответственности. Что же касается моратория на 520 миллиардов вон, то перед завершением своего первого срока Ли анонсировал его снятие. В то время как кто-то поддерживал Ли в этом, критики обвинили его в политическом трюкачестве: они назвали введение моратория необязательным, поскольку город и не был обязан выплачивать деньги немедленно, а большая часть долгов может быть легко покрыта при существенном 2,5-кратном росте муниципальных доходов.
В то же самое время мэр Соннама использовал сбережённые средства на расширение социальных программ, таких как обеспечение базового дохода для молодых, бесплатной школьной формы и обеспечение поддержки рожениц. Эти программы позже легли в фундамент политических принципов Ли Чжэ Мёна, направленных на всеобщую поддержку для всех слоёв населения.
Ко всему прочему, он объявил о решении запретить употребление собачьего мяса и закрытии торговых рядов с собачьими бойнями на рынке Моран. Собачьи бойни долгое время являлись предметом для горячих споров, в которых с одной стороны звучали соображения морального толка, идеи о защите животных и о вреде, наносимом бойнями окружающей среде, а с другой стороны оппоненты требовали подумать о выживании ферм, выращивающих собак на убой, и о том, что результатом закрытия станет потеря множеством людей бизнеса и работы. Бесконечная дискуссия, не приводящая к разрешению проблемы была головной болью для правительства города. В 2016 году, как борец за права животных, Ли выступил с предложением подписать соглашение с владельцами торговых точек, согласно которому на рынке будет запрещена торговля и забой собак. В случае согласия город окажет бывшим владельцам таких точек помощь в переходе в другие виды бизнеса.
На волне широкой поддержки Ли Чжэ Мён был успешно переизбран и прослужил мэром Соннама до 2018 года.

### Президентская кампания 2017 года
Будучи ещё мэром Соннама, Ли Чжэ Мён заявил об участии в президентских выборах после того, как в результате импичмента из-за обвинений в коррупции с поста президента была смещена Пак Кын Хе. Однак Ли в партийных праймериз уступил место Мун Чжэ Ину, на тот момент — председателю «Демократической партии».
Как бы то ни было, Ли Чжэ Мён был признан одним из трёх важнейших кандидатов от партии на выборах всех уровней, поскольку оказался на третьем месте после председателя Мун Чжэ Ина и губернатора провинции Чхунчхон-Намдо Ан Хиджона. Таким образом, Ли стал признанным политиком прогрессивных взглядов в стане «Демократической партии».

### Губернатор провинции Кёнгидо
Неудачу на президентских выборах Ли возместил победой на губернаторских, став главой провинции Кёнгидо, охватывающей большую часть Сеульской агломерации и имеющей население свыше 13 млн человек.
В финальном туре Ли Чжэ Мён набрал 56,40 % голосов, опередив кандидата от партии «Свободная Корея» Нам Гёнпхиля, набравшего 35,51 % голосов, и стал губернатором Кёнгидо от «Демократической партии», впервые за последние 20 лет после Лим Чханёля.
Губернатор Ли заслужил громкое признание за принятые им меры по противостоянию пандемии COVID-19.
В марте 2020 года, когда по стране началась первая волна ковида, идущая из христианской церкви Синчхонджи. Основатель церкви не только сопротивлялся сдаче тестов на коронавирусную инфекцию, но и отказывался предоставлять информацию для установления путей и цепочек заражения. И тогда Ли лично посетил его резиденцию в Кёнгидо. Губернатор убедительно предупредил упрямого деятеля о возможных законных последствиях его необдуманного поведения, и проповедник сдался.
Помимо этого им был анонсирован особый указ об обязательном тестировании на COVID-19 иностранных рабочих на территории провинции. Сеул успел также заявить о введении данной нормы, однако под давлением заявлений о дискриминации придал требованиям рекомендательный характер. Тем не менее, особый указ губернатора помог выявить среди 340 000 работников 329 случаев заражения.
В феврале 2021 года, через год после того, как было проведено первое совещание Центрального штаба по противодействию стихийным бедствиям и мерам безопасности для борьбы с пандемией COVID-19, выяснилось, что Ли присутствовал на трёх из этих совещаний, что значительно ниже среднего числа посещений среди других губернаторов. В ответ на критику Ли сказал в апреле, что он эффективно использовал своё время для решения более важных вопросов. Чон Се Гюн публично поделился своим разочарованием по поводу того, что Ли не сделал бы такого заявления, если бы он был хорошо осведомлён об усилиях правительства по вакцинации населения и противодействию заражения вирусом.
В 2021 году Ли Чжэ Мён проявляет некое несогласие с линией правительства страны в вопросах планирования борьбы с коронавирусом в части распределения соответствующих фондов на каждого жителя вверенной ему провинции Кёнгидо. Отдельным предметом для гордости Ли является то, как он успешно выполняет все порученные ему правительственные проекты. Он часто говорит, что «на службе народу выполнил 95 % данных обещаний» и «даже если мне приходится переживать опыт политических поражений, я верю в общий интеллект народа и продвигаюсь вперёд настолько правильно, насколько это ведёт к правильным результатам. Это мой стиль».

### Президентская кампания 2022 года
Ли анонсировал своё участие в выборах президента в июле 2021 года, выделив при этом политику гарантий равных возможностей для всех жителей и усиления позиций Кореи на международной арене как страны, обеспечивающей общие ценности для глобального сообщества. «Мы живём в эпоху великих изменений», — заявил Ли во время выступления по телевидению сразу после обнародования заявки на участие в выборах. «Моей первой целью, если я буду избран президентом, стало бы продвижение Кореи на лидирующую позицию в борьбе с изменениями климата, глобальной пандемией и в опережающей технологической революции. Моей второй целью стала бы поддержка нации в достижении экономического роста в это время великого противостояния. Когда эти цели станут политикой во имя повышения благосостояния и благополучия людей, это не будет означать левого или правого уклона, это нивелирует любые идеологические разногласия. Я готов практиковать, что угодно, и всё, что надо, если это будет определять лучшие условия жизни людей».
10 октября 2021 года Ли Чжэ Мён официально обрёл статус кандидата на пост президента от «Демократической партии». Он выиграл партийные праймериз большинством голосов. В своей победной речи он выразил свои амбиции к созданию новой Республики Корея через реформы и конкретные свершения.
По результатам голосования 9 марта получил поддержку 47,83 % избирателей, заняв второе место.

### Довыборы 2022 года в парламент
7 мая 2022 года Ли выдвинул свою кандидатуру от округа Кеян в Инчхоне на дополнительных выборах в парламент страны, которые прошли 1 июня этого же года. Одержал победу, получив поддержку 55,24 % избирателей.

### Лидер демократов
28 августа 2022 года возглавил «Демократическую партию», получив поддержку 77,77 % однопартийцев. Под его руководством «Демократическая партия» одержала убедительную победу на парламентских выборах 2024 года, сохранив большинство, что позволило ему консолидировать власть в партии. В том же году был переизбран председателем с поддержкой в 85,40 %.

### Преследование после президентских выборов 2022 года
Ли Чжэ Мён с конца 2022 года находится в центре расследования о корпоративных пожертвованиях и услугах, когда он был мэром Соннама, а также пожертвований городской футбольной команде. 10 января 2023 года он по своей воле посетил прокуратуру, где был впервые допрошен в качестве подозреваемого по делу. Однако оппозиция утверждает, что это политическое преследование, которое связано с тем, что правительство Юн Сок Ёля пытается отвлечь внимание от своих неудач за время пребывания у власти. Это также стало первым случаем, когда лидер оппозиции был доставлен на допрос по уголовному делу после перехода Республики Кореи к демократии.
16 февраля прокуратура Центрального округа Сеула заявила, что запросила у суда ордер на арест Ли Чжэ Мёна. 27 февраля состоялось заседание Национального собрания, на котором рассматривался вопрос о снятии парламентского иммунитета с Ли Чжэ Мёна. В результате 139 депутатов одобрили арест Ли, 138 отклонили его, 9 воздержались, а 11 голосов были признаны недействительными. Так как для ареста требовалось согласие не менее 149 парламентариев, запрос был отклонён.
31 августа 2023 года Ли Чжэ Мён объявил о начале бессрочной голодовки, протестуя против политики правительства Юн Сок Ёля. Политик сослался на неэффективное управление экономикой со стороны правительства, угрозу свободе СМИ (преследование компаний KBS, JTBC, YTN, MBC и EBS) и неспособность противостоять сбросу отходов Японией на Фукусиме. 18 сентября он был госпитализирован в больницу Национальной ассамблеи в Сеуле. Уже через несколько часов после этого генеральная прокуратура запросила ордер на его арест в рамках расследования проекта развития и обвинений во взяточничестве. Прокуроры обвинили политика в нарушении своих обязанностей из-за убытков в 20 миллиардов вон, понесённых Корпорацией развития Соннам во время его пребывания на посту мэра города Соннам. Его также обвинили во взяточничестве в связи с компанией, подозреваемой в незаконных переводах денег в КНДР на сумму 8 миллионов долларов. Ли отрицает какие-либо правонарушения, называя происходящее политическим преследованием. В больнице Ли Чжэ Мёна навестил экс-президент Мун Чжэ Ин, с которым он побеседовал.
21 сентября министр юстиции Хан Дон Хун выдал ордер на арест Ли Чжэ Мёна после того, как Национальное собрание одобрило это предложение минимально необходимыми 149 голосами на фоне обвинений в коррупции, включая взяточничество и злоупотребление доверием. Против выступили 136 законодателей. 23 сентября Ли Чжэ Мён после категорических предупреждений врачей об угрозе жизни завершил свою голодовку. 26 сентября состоялось судебное заседание, которое продолжалось более 9 часов. До вынесения решения политик был помещён в камеру центра заключения в Ыйване. Поздней ночью с 26 на 27 сентября суд Сеула принял решение отклонить ордер на арест Ли Чжэ Мёна и немедленно освободить его из под стражи. Доводы прокуратуры по поводу основных обвинений были признаны спорными, а опасность побега Ли или уничтожения им улик — незначительными.

### Покушение в 2024 году
2 января 2024 года Ли получил ножевое ранение в шею во время пресс-конференции в новом аэропорту Гадеоко в ходе визита в Пусан. Лидер оппозиции получил рану на шее размером в один сантиметр с кровотечением и был госпитализирован в больницу Национального университета Пусана, а затем переведён в больницу Национального университета Сеула, находясь в сознании.

### Политический кризис 2024—2025 годов
Ли привлёк международное внимание в декабре 2024 года после того, как президент Юн Сок Ёль объявил военное положение и попытался помешать собраться законодателям в Национальном собрании, введя войска в столицу. Несмотря на это, Ли продолжил идти к зданию парламента, при этом осуществляя прямую трансляцию на своём YouTube-канале. На кадры попало как он взбирается на забор здания Национального собрания, чтобы обойти военных. Он также призвал людей собраться перед зданием парламента и «продолжать протестовать». К нему, Хан Дон Хуну и У Вон Сику были направлены группы ареста, которые пытались заключить всех троих под стражу. Это было подтверждено показаниями заместителя директора Национальной разведывательной службы (НИС) Хон Чан Вона, который заявил, что Юн хотел «использовать этот шанс, чтобы арестовать [лидеров] и уничтожить их».
Он заявил, что изначально посчитал, что объявление военного положения было дипфейком. Впоследствии он возглавил кампанию по импичменту Юна, часто лично участвуя в митингах против президента у здания Собрания, обвиняя Юна в совершении измены. По поводу импичмента он заявил, что «Юн будет подвергнут импичменту, будь то сегодня, через месяц или через три месяца».
В марте 2025 года апелляционный суд снял с Ли обвинение в нарушении избирательного закона, что позволило ему участвовать в досрочных президентских выборах.

### Президентская кампания 2025 года
14 декабря 2024 года Национальное собрание проголосовало за импичмент президента Юн Сок Ёля за введение военного положения 3 декабря, а 4 апреля 2025 года Конституционный суд утвердил импичмент. После этого началась 60-дневная кампания к досрочным президентским выборам. 9 апреля Ли ушёл с поста председателя партии, чтобы участвовать в выборах, а 10 апреля официально объявил о выдвижении своей кандидатуры. В видеообращении он сделал упор на экономический рост, преодоление неравенства, увеличение инвестиций в исследования и разработки, подчеркнув при этом важность корейско-американского альянса и трёхстороннего сотрудничества с Японией. 27 апреля Ли Чжэ Мён был официально объявлен кандидатом в президенты от «Демократической партии», получив поддержку в 89,77 % на праймериз.
22 апреля Верховный суд заявил, что в полном составе рассмотрит дело о нарушении избирательного законодательства Ли Чжэ Мёном во время президентских выборов 2022 года после того, как месяцем ранее прокуроры обжаловали постановление апелляционного суда, который оправдал Ли. Второе заседание Верховного суда состоялось уже 24 апреля. Такая скорость весьма необычна для дел, переданных на рассмотрение полного состава суда. Ускоренное рассмотрение дела повысило вероятность того, что вердикт будет вынесен до голосования 3 июня. Ожидалось, что в случае отмены Верховным судом оправдательного приговора, Ли не сможет участвовать в выборах. 1 мая Верховный суд отменил оправдательный приговор по делу Ли, отправив дело обратно на новое рассмотрение в Высокий суд Сеула. 7 мая Высокий суд Сеула отложил слушание по делу Ли Чжэ Мёна на 18 июня, чтобы «обеспечить справедливую обстановку для предвыборной кампании кандидата и избежать любых споров относительно беспристрастности судебного разбирательства».
В ночь с 3 на 4 июня 2025 года в 02:30 было объявлено, что Ли одержал победу на президентских выборах. В связи с тем, что выборы были досрочными, вступление в должность произошло немедленно. Утром 4 июня в Национальном собрании состоялась церемония инаугурации.

## Политические позиции

### Экономическая и социальная политика
Ли склонен придерживаться политической платформы, близкой к левоцентризму в «Демократической партии». Он выступает за либерализм Нового курса в экономическом отношении и уважает политику Франклина Рузвельта. 10 октября 2021 года политик сказал: «Мы изменим график экономического роста вверх с помощью сильной государственной политики экономического возрождения. Я буду учиться у Рузвельта, который преодолел Великую депрессию с левой политикой». Ли объявил о своём всеобъемлющем видении экономической политики как «Преобразовательный и справедливый рост». Его взгляд на корейскую экономику заключается в том, что многие проблемы возникли из-за замедления экономического роста. Низкий экономический рост приводит к уменьшению возможностей для молодого поколения, вызывая более жёсткую конкуренцию и социальные волнения. Это особенно актуально для Кореи, поскольку правила и институты, которые были разработаны для быстрорастущей догоняющей экономики, больше не работают хорошо для развитой экономики.
Ли утверждает, что замедление экономического роста связано с несправедливостью и поляризацией во многих сферах экономики: например, разрывом между крупными монополиями и малыми и средними предприятиями, различиями между платформами и нелегальными работниками, и неравенство на рынке недвижимости. Несправедливые соглашения искажают экономические стимулы людей таким образом, что поощряют деятельность поиск ренты, вызывая серьёзную неэффективность в распределении ресурсов.
Ещё один аспект, который Ли считает жизненно важным для корейской экономики, — это недавние глобальные тенденции технологического прогресса, такие как энергетическая и цифровая трансформация, которые могут вызвать кризисы или предоставить новые возможности в зависимости от ответных мер политики.
Стратегия роста Ли «Преобразовательный и справедливый рост» включает в себя набор мер, направленных на то, чтобы сделать экономику более справедливой и преобразующей. Инновации и трансформацию можно ускорить на основе правильных стимулов и более справедливых институтов. Эта стратегия включает в себя промышленную политику «Нового зелёного курса» и цифровую трансформацию, реформы образования, которые помогут людям адаптироваться к новой среде, балансировку рыночной власти между экономическими субъектами, меры по обеспечению честной конкуренции и справедливости на рынке труда, а также социальную безопасность.
Его общая политическая позиция близка к социальному либерализму и умеренному прогрессивизму, но есть и некоторые экономически либеральные тенденции, такие как снижение налогов на недвижимость и частичное дерегулирование корпораций. Эта тенденция сместилась вправо по сравнению с ранними годами и усилилась до и после президентских выборов 2022 года.

#### Универсальный базовый доход
Одним из фирменных обещаний Ли в президентской кампании 2022 года было обещание ввести универсальный базовый доход. Ли реализовал различные программы базового дохода для жителей во время своего пребывания на посту мэра и губернатора.
Во время кампании 2022 года Ли пообещал в первую очередь ввести базовый доход для молодежи, фермеров и рыбаков. Позже программа расширится и охватит всех граждан, а суммы базового дохода увеличатся. В рамках этого плана Ли стремился связать базовый доход с налогом на выбросы углерода и налогом на стоимость земли. Ли пообещал впервые в мире ввести универсальную схему базового дохода на национальном уровне. Он пообещал раздавать 1 000 000 вон (около 900 долларов США) в год каждому гражданину и 2 000 000 вон (около 1800 долларов США) в год для молодёжи в возрасте от 19 до 29 лет. Дополнительный базовый доход будет рассматриваться для фермеров, детей, пожилых людей и инвалидов. Хотя программа базового дохода начнется на скромном уровне, Ли отметил, что долгосрочной целью является увеличение базового дохода до 6 000 000 вон (около 5400 долларов США) в год. Ли предложил, что план базового дохода будет финансироваться за счёт налога на стоимость земли и налога на выбросы углерода. Ли подчеркнул, что эти налоги необходимы для сдерживания спекуляций недвижимостью и сокращения выбросов углекислого газа.

#### Кредиты, обеспеченные государством
Ли выступал за «базовые кредиты», которые позволили бы любому гражданину брать государственные кредиты на сумму до 10 000 000 вон (8750 долларов США) по процентной ставке около 3 %, независимо от их кредитного статуса. Ли выступал за предоставление этих кредитов, обеспеченных государством общественности как более безопасной альтернативы займам денег у ростовщиков или частных ростовщиков.

#### Технологии
Ли подчеркивает важность данных в цифровой трансформации. Во время своего пребывания на посту губернатора провинции Кёнгидо Ли приказал, чтобы административные официальные документы использовали формат открытого документа (ODF) вместо предыдущего программного обеспечения Hangeul. Он также внедрил первый в мире дивиденд по данным, который возвращает часть прибыли, полученной от бизнеса, связанного с данными, потребителям, которые фактически создали данные. Он использовал анализ данных для борьбы с африканской чумой свиней и преследования незаконных строительных компаний. Он предоставил мобильное приложение для отслеживания перемещений пациентов с подтвержденным диагнозом COVID-19 без нарушения конфиденциальности и раскрытия личной информации с использованием технологии шифрования данных. Ли утверждает, что монопольная ситуация крупных платформенных компаний с сетевыми эффектами может стать препятствием для справедливого роста цифрового сектора, и утверждает, что работники, нанятые платформенными предприятиями, должны иметь новые типы трудовых договоров, чтобы они могли быть лучше защищены в цифровом мире.

#### Торговая политика
Ли Чжэ Мён известен как решительный сторонник свободной торговли. Он выступает против ограничений на южнокорейские полупроводники из-за торгового протекционизма США.

#### Образование
Одним из предвыборных обещаний Ли было не зацикливаться на оценках и цифрах, а вместо этого двигаться в направлении укрепления способностей учащихся. Ли сказал, что в средней школе учителя будут определять успеваемость учащихся с помощью обобщающего оценивания и что он планирует запустить базовую программу по математике через «систему кредитов для старших классов» в старших классах, чтобы компенсировать неуспеваемость. Он также предложил внедрить персонализированное обучение и оценку на основе искусственного интеллекта по некоторым предметам, например математике, чтобы усилить индивидуальное обучение и оценку в начальной и средней школе.
Ли предложил «школу на открытом воздухе», которая способствует развитию духа приключений, сотрудничества и любопытства, необходимых для роста подростков. Было обещано подготовить и ввести учебную программу продолжительностью около 10 часов в семестр.

#### Молодёжная политика
Ли пообещал универсальный базовый доход и универсальные базовые кредиты специально для молодёжи. Он планировал предоставить единовременные пособия по трудоустройству молодёжи, добровольно уволившейся с работы, чтобы поддержать поиск работы и развитие карьеры. Ли планировал снизить процентные ставки по студенческим кредитам и позволить плате за обучение в университете быть пропорциональным количеству кредитов, которые студенты получают в каждом семестре. Наконец, он планировал предоставить молодёжи всеобщее базовое жилье и реформировать рынок жилья, чтобы помочь молодёжи с низкими доходами покупать и владеть собственными домами.

#### Права ЛГБТ
Во время президентских выборов 2022 года Ли заявил, что он положительно относится к антидискриминационным законам, но выступает против отмены «закона о содомии» в армии и не будет открыто поддерживать ЛГБТ-сообщество. Однако позднее Ли заявил, что он против принятия антидискриминационных законов с защитой ЛГБТК в одностороннем порядке без общественного консенсуса, и не позволит этому пройти под его контролем.

#### Феминизм
Южнокорейские СМИ охарактеризовали Ли Чжэ Мёна как человека, враждебно настроенного по отношению к феминизму и ничем не отличающегося от своего коллеги-оппонента на президентских выборах 2022 года Юн Сок Ёля. 8 ноября 2021 года Ли распространил среди участников Национальной избирательной комиссии статью, в которой говорилось: «Если Ли Чжэ Мён будет отличаться от феминистской политики правительства Мун Чжэ Ина, он сможет получить поддержку молодых людей». 10 ноября Ли поделился на своей странице в Facebook постом, написанным сторонником DC Inside, в котором говорилось: «Кандидат Ли Чжэ Мён, пожалуйста, остановите „феминизм безумия“ (правительства Мун Джэ Ина). Если вы пообещаете это сделать, я с большим удовольствием проголосую [за вас]».
Прогрессивный политик Сим Сан Чжон раскритиковала Ли как явного «антифеминиста». Ан Чхоль Су, правоцентристский консервативный либерал, также раскритиковал взгляды Ли Чжэ Мёна в отношении гендера как «женоненавистничество».
Однако некоторые[кто?] отметили, что высказывания Ли Чжэ Мёна о феминизме являются скорее популистским ходом, чем реальным политическим возражением против прав женщин. Ли Чжэ Мён был за право на аборт и выступал за расширение прав женщин, делающих аборт, в медицинском страховании. В связи с этим он получил положительные отзывы от феминисток. Журнал Time охарактеризовал политику Ли в отношении женщин как «прогрессивную».
Он решительно выступает против упразднения Министерства гендерного равенства и семьи, что поддерживают в правом консервативном лагере.
Ли раскритиковал заявления Юн Сок Ёля, что структурное гендерное неравенство и женоненавистничество не существуют в современном южнокорейском обществе, и настаивал на решении структурной гендерной дискриминации. Также Ли призвал принести публичные извинения за комментарии Юн Сок Ёля о том, что женщины больше не подвергаются дискриминации.
На президентских выборах 2022 года Ли пообещал принять закон о наказании за насилие в отношениях, усилить поддержку жертв сексуальных преступлений, стабилизировать жилищные условия для домохозяйств с одинокими женщинами, создать систему отчётности и надзора за сексизмом на рабочих местах, поддержать гигиенические прокладки и бесплатную вакцину от ВПЧ.

#### Права иммигрантов
Ли Чжэ Мён выступает за права иммигрантов. Ли критикует иммиграционную политику консерваторов за то, что она сосредоточена на обеспечении простого труда, и активно интересуется правами человека иностранных рабочих Однако он против массовой иммиграции. Его партия выступила против создания иммиграционного управления.

### Внешняя политика
Ли Чжэ Мён считает стратегическими отношения с Соединёнными Штатами и такими соседними странами, как Китай и Япония. При этом он выступает за дружеский подход к КНДР. 22 августа 2021 года Ли объявил о комплексном внешнеполитическом плане. Он подчеркнул, что цель внешней политики должна быть сосредоточена на улучшении качества жизни людей и что она должна быть практичной для укрепления национальных интересов.

#### Северная Корея
Ли заявил, что продолжит усилия предыдущих либеральных президентов по проведению мирных переговоров с КНДР, сославшись на политику солнечного света президента Ким Дэ Чжуна, саммит между Но Му Хёном и Ким Чен Иром и мирные переговоры с КНДР при Мун Чжэ Ине. Ли выступает за условную отмену санкций против КНДР, если та предпримет шаги по денуклеаризации. Хотя он верит в смягчение санкций, он также выступает за немедленное восстановление санкций, если Северная Корея не выполнит свои обещания по денуклеаризации.

#### Соединённые Штаты
Ли поддерживает хорошие торговые отношения с США. Он также верит в хорошие отношения с американскими военными, чьи основные базы находятся в его провинции. Однако он критиковал развернутую США противоракетную систему THAAD за то, что она спровоцировала ответные экономические меры со стороны Китая. Позже он сказал, что, поскольку THAAD уже развернута, страна должна принять новое решение относительно альянса США-Республика Корея и хода денуклеаризации КНДР.
Ли выразил свою позицию по вопросу отношений США и Китая, заявив, что США являются единственным союзником Кореи и что дружеские отношения с США являются наиболее важными.

#### Китай
Ли заявил, что хотя США являются единственным союзником Кореи, Китай также является стратегическим партнёром. Он сказал: «Нет причин сужать диапазон наших движений, выбирая одну или другую сторону. Это грамотная дипломатия, чтобы заставить США и Китай выбрать сотрудничество с нами».
В ответ на корейско-китайского исполнителя, одетого в ханбок на церемонии открытия зимних Олимпийских игр 2022 года в Пекине, Ли раскритиковал Китай за «грабёж и вторжение» в корейскую культуру. В 2022 году Ли заявил, что если китайское рыболовное судно незаконно ворвется в южнокорейские воды, он его потопит.
В 2024 году Ли раскритиковал президента Юна за ненужное «противостояние» с Китаем и создание торгового дефицита со страной впервые за десятилетия. Он также раскритиковал администрацию Юна по вопросу Тайваня, заявив: «Мы можем просто сказать xie xie (спасибо) и [материковому] Китаю, и Тайваню… Зачем нам вмешиваться в проблему Тайваньского пролива?»

#### Япония
Что касается отношений с Японией, Ли продвигает «стратегию двух направлений», чтобы активно продвигать экономический, социальный и дипломатический обмен и сотрудничество, а также решительно решать исторические вопросы, территориальный суверенитет, а также жизнь и безопасность людей.
У Ли есть определённая проамериканская тенденция, такая как сильная поддержка военного союза и военного сотрудничества с Соединёнными Штатами, но он категорически против военной подготовки с участием Японии, и обвиняет консерваторов, которые это поддерживают, в «актах крайне правого Чинилпа».
В 2016 году Ли Чжэ Мён заявил в интервью репортёру NHK, что Япония является «фактически» «врагом» Кореи в военном отношении. Он утверждает, что если Япония увеличит свою военную мощь, она в первую очередь вторгнется в Южную Корею. Однако, хотя Ли Чжэ Мён и критикует «японский империализм», он не выступает против военного соглашения GSOMIA между Республикой Корея и Японией, чтобы поддерживать дружеские отношения с Соединёнными Штатами, которые призывают к военному сотрудничеству между Кореей и Японией. GSOMIA, как известно, является тем, чего Соединённые Штаты требуют от двух стран.
1 марта 2018 года Ли Чжэ Мён заявил, что Япония, которую он назвал «страной-агрессором», а не Корея, должна была быть разделена на две страны после Тихоокеанской войны. Он добавил, что Корея была разделена по ошибке.

#### Россия
Ли Чжэ Мён выступает против российского вторжения на Украину и не выступает против частичных санкций против России. Однако считается, что по южнокорейским меркам он относится к России относительно дружелюбно. Он не произносил воинственную речь против России, но после российского вторжения на Украину он раскритиковал внешнюю политику Владимира Зеленского в отношении России, назвав её «некомпетентной» и «провокационной», что вызвало споры в Республике Корея. Он решительно выступает против оказания военной помощи Украине консерваторами, которая, как он опасается, негативно повлияет на экономику страны.

## Критика
В отличие от большинства южнокорейских либералов, Ли Чжэ Мён часто благосклонно отзывается о бывшем диктаторе Пак Чон Хи.
Также положительно он оценил экономические показатели автократа Чон Ду Хвана, что подверглось резкой критике со стороны либерального лагеря Кореи. Сим Сан Чжон из «Партии справедливости» раскритиковала высказывания Ли Чжэ Мёна, заявив: «Кажется, вы стали кандидатом в президенты от „Силы народа“, пытаясь выделиться на фоне правительства Мун Чжэ Ина», а кандидат в президенты от самой «Силы народа» Юн Сок Ёль саркастически отметил: «Ты можешь быть кандидатом в президенты от нашей партии». В редакционной статье для Hankyoreh южнокорейский левоцентристский либеральный журналист, который в прошлом критиковал диктатуру, подверг резкой критике Ли Чжэ Мёна за то, что он забыл свои (либеральные) ценности, в попытке завоевать голоса консервативных избирателей.